# Paul Dini
Paul McClaran Dini (ur. 7 sierpnia 1957 w Nowym Jorku) – amerykański scenarzysta i twórca komiksów. Był producentem i scenarzystą kilku seriali animowanych Warner Bros. Animation/DC Comics, w szczególności Batmana (1992–1995) i późniejszego DC Animated Universe. Razem z Bruce’em Timmem stworzyli postacie Harley Quinn i Terry’ego McGinnisa.

## Życiorys
Jest synem Patricii (z domu McClaran) i Roberta Dini, dyrektora kreatywnego w branży reklamowej. Posiada włoskie korzenie ze strony ojca. Ukończył Stevenson School w Pebble Beach w Kalifornii jako stypendysta artystyczny, a następnie Emerson College w Bostonie, gdzie zdobył tytuł licencjata sztuk pięknych (BFA) w dziedzinie twórczego pisania.
Już w czasie studiów rozpoczął współpracę jako niezależny scenarzysta z wytwórnią Filmation i innymi studiami animacji. W 1984 został zatrudniony przez George’a Lucasa do pracy nad kilkoma jego projektami animacyjnymi.
Karierę rozpoczął od pracy przy serialu He-Man i władcy wszechświata (1983–1984) w Filmation, a następnie współpracował z Warner Bros. Animation przy Przygodach Animków. Był scenarzystą takich produkcji jak Batman, Superman (1996–2000), współtwórcą The New Batman Adventures (1997–1999) oraz twórcą i scenarzystą Batman przyszłości (1999–2001). Razem z Bruce’em Timmem stworzył serial Freakazoid! (1995–1997). Produkował także Kaczor Dodgers (2003–2005) i rozwijał serial Krypto superpies (2005–2006). Po opuszczeniu Warner Bros. Animation w 2004 pracował przy pierwszym sezonie serialu przygodowego ABC Zagubieni. Był także autorem scenariuszy do gier komputerowych Batman: Arkham Asylum i Batman: Arkham City. W 2010 stworzył serial dramatyczny Tower Prep dla Cartoon Network.
Napisał również wiele komiksów dla DC Comics. Wraz z Bruce’em Timmem zdobył Nagrodę Eisnera za najlepszą pojedynczą historię w 1994 za komiks Batman. Szalona miłość. Wspólnie z ilustratorem Alexem Rossem stworzył powieści graficzne, takie jak Superman: Pokój na Ziemi, Batman: War on Crime, Shazam! Power of Hope i Wonder Woman: Spirit of Truth. Do jego oryginalnych dzieł należą Jingle Belle, Sheriff Ida Red i Madame Mirage. W 2007 powrócił do uniwersum Gwiezdnych wojen, pisząc scenariusze do kilku odcinków serialu Gwiezdne wojny: Wojny klonów. W 2013 otrzymał nagrodę Inkpot Award.
Wraz ze swoją żoną Misty Lee, stworzył internetową serię wywiadów pod tytułem Monkey Talk, która była dostępna na stronie internetowej Kevina Smitha, Quick Stop Entertainment.com. Dini i Misty Lee pojawili się również w podcaście TV Guidance Counselor prowadzonego przez Kena Reida, 6 kwietnia 2016.
We wrześniu 2020, DC Comics ogłosiło, że Paul Dini będzie jednym z twórców odrodzonej serii antologii Batman: Black and White, której premiera zaplanowana była na 8 grudnia 2020. Dini napisał także prequel filmu Scooby-Doo! pod tytułem Scoob! Holiday Haunt, który miał być udostępniony na platformie HBO Max. Projekt został jednak anulowany w sierpniu 2022 przez Warner Bros. Discovery.

## Życie prywatne
Prywatnie Paul Dini mieszka w Los Angeles wraz z żoną, Misty Lee – iluzjonistką i aktorką głosową. Para posiada dwa buldogi bostońskie, Mugsy’ego i Deuce’a, które wystąpiły w odcinku programu The Dog Whisperer w 2012. W tym okresie Dini rozpoczął intensywny program odchudzania i treningu fizycznego, który połączył z tresurą psów.